# Dicranognathus nebulosus
Dicranognathus nebulosus is een keversoort uit de familie Rhynchitidae. De wetenschappelijke naam van de soort is voor het eerst geldig gepubliceerd in 1844 door Redtenbacher.